# Россошанский округ
Россошанский о́круг — административно-территориальная единица, входившая в состав Центрально-Чернозёмной области РСФСР в 1928—1930 гг. Административным центром округа был город Россошь.

## История
14 мая 1928 года ВЦИК и Совет народных комиссаров РСФСР приняли постановление об образовании на территории бывших бывших Воронежской, Курской, Орловской и Тамбовской губерний Центрально-Чернозёмной области с центром в городе Воронеже.
16 июля 1928 года был определён состав округов Центрально-Чернозёмной области, а 30 июля 1928 года — сеть районов. Всего было создано 11 округов и 178 районов. В числе прочих, в составе области был образован Россошанский округ. Округ первоначально состоял из 16 районов.
В 1930 году существование округов было признано нецелесообразным, и 23 июля 1930 года по постановлению ЦИК и Совет народных комиссаров СССР окружное деление было упразднено. Россошанский округ был ликвидирован, входившие в него районы стали подчиняться непосредственно областному центру Центрально-Чернозёмной области.
Территория, занимаемая Россошанским округом, входила в состав современных Воронежской и Белгородской областей.

## Состав округа (районы)
- Богучарский,
- Бутурлиновский,
- Верхнемамонский,
- Воробьевский,
- Воронцовский,
- Калачеевский,
- Кантемировский,
- Лосевский,
- Михайловский,
- Новокалитвянский,
- Ольховатский,
- Павловский,
- Петропавловский,
- Подгоренский,
- Ровеньский,
- Россошанский.